# ジロ・デ・イタリア 2001
ジロ・デ・イタリア 2001（Giro d'Italia 2001）は、ジロ・デ・イタリアの84回目のレース。2001年5月19日から6月10日まで行われた。全21ステージ。全行程3572km。

## 最終成績

### 個人総合成績
|    | 選手名                             | 国籍         | チーム                             | 時間           |
| -- | ---------------------------------- | ------------ | ---------------------------------- | -------------- |
| 1  | ジルベルト・シモーニ               | イタリア     | ランプレ・ダイキン                 | 89時間02分58秒 |
| 2  | アブラハム・オラーノ               | スペイン     | オンセ・エロスキ                   | +7分31秒       |
| 3  | ウナイ・オサ                       | スペイン     | iバネスト・ドットコム              | +8分37秒       |
| 4  | セルゲイ・ゴンチャール             | ウクライナ   | リクイガス・パタ                   | +9分25秒       |
| 5  | ジョゼ・アゼヴェド                 | ポルトガル   | オンセ・エロスキ                   | +9分44秒       |
| 6  | アンドレア・ノエ                   | イタリア     | マペイ・クイックステップ           | +10分50秒      |
| 7  | イヴァン・ゴッティ                 | イタリア     | アレッシオ                         | +10分54秒      |
| 8  | カルロスアルベルト・コントレーラス | コロンビア   | セッレ・イタリア＝パシフィック     | +11分44秒      |
| 9  | ピエトロ・カウッキオーリ           | イタリア     | アレッシオ                         | +13分34秒      |
| 10 | ジュリアーノ・フィゲラス           | イタリア     | チェラミケ・パナリア＝フィオルド   | +14分08秒      |
| 11 | マルコ・ヴェロ                     | イタリア     | メルカトーネ・ウノ＝ストリームTV   | +14分34秒      |
| 12 | ペーター・ルッテンベルガー         | オーストリア | タッコーニ・スポルト               | +15分36秒      |
| 13 | エルマン・ブエナオラ               | コロンビア   | セッレ・イタリア＝パシフィック     | +16分22秒      |
| 14 | パオロ・サヴォルデッリ             | イタリア     | サエコ・マッキーネ・ペル・カッフェ | +18分42秒      |
| 15 | ホセ・カステルブランコ・ロメロ     | コロンビア   | セッレ・イタリア＝パシフィック     | +23分02秒      |
| 16 | マルツィオ・ブルセギン             | イタリア     | iバネスト・ドットコム              | +25分13秒      |
| 17 | マウロ・ツァネッティ               | イタリア     | アレッシオ                         | +27分16秒      |
| 18 | マルコ・マニャーニ                 | イタリア     | アレクシア・アッルミニーオ         | +33分04秒      |
| 19 | ジャンニ・ファレジン               | イタリア     | リクイガス・パタ                   | +33分14秒      |
| 20 | フアン・マヌエル・ガラテ           | スペイン     | ランプレ・ダイキン                 | +33分24秒      |

### ポイント賞
| 1位 | マッシーモ・ストラッツェール | 177 |
| 2位 | ダニーロ・ホンド             | 158 |
| 3位 | マリオ・チポッリーニ         | 136 |
| 4位 | ジルベルト・シモーニ         | 129 |
| 5位 | イヴァン・クァレンタ         | 105 |

### 山岳賞
| 1位 | フレディ・ゴンサレス         | 73 |
| 2位 | ジルベルト・シモーニ         | 42 |
| 3位 | フォルトゥナート・バリアーニ | 33 |
| 4位 | ピエトロ・カウッキオーリ     | 32 |
| 5位 | フリオ・ペレス・クアピオ     | 28 |

### チーム時間賞
| 1位 | アレッシオ                     | 267時間13分45秒 |
| 2位 | iバネスト・ドットコム          | +9分51秒        |
| 3位 | セッレ・イタリア＝パシフィック | +13分42秒       |
| 4位 | オンセ・エロスキ               | +18分25秒       |
| 5位 | ランプレ・ダイキン             | +39分26秒       |

### マリア・ローザ保持者
| 選手名                   | 国籍     | 首位区間       |
| ------------------------ | -------- | -------------- |
| リック・フェルブリュッヘ | ベルギー | プロローグ-第3 |
| ダリオ・フリゴ           | イタリア | 第4-第12       |
| ジルベルト・シモーニ     | イタリア | 第13-最終      |